# Alok
Alok Achkar Peres Petrillo (phát âm tiếng Bồ Đào Nha: [/ a'lɔki/]; sinh ngày 26 tháng 8 năm 1991) là 1 DJ và nhà sản xuất thu âm người Brazil. Anh nổi tiếng với bài hát nổi tiếng toàn cầu"Hear Me Now". Năm 2019, Alok được Tạp chí DJ xếp hạng là DJ xuất sắc thứ 11 trên thế giới.

## Tiểu sử
Petrillo sinh ra ở Goiânia, Brazil, con trai của DJ, Ekanta và Swarup, cũng là những người tiên phong về tâm lý trong nước và là người tạo ra Universo Paralello, lễ hội âm nhạc điện tử ở Bahia. Alok là người gốc Ý, Bồ Đào Nha và Lebanon.
Anh bắt đầu sự nghiệp từ năm 12 tuổi cùng với người anh em sinh đôi Bhaskar Petrillo. Năm 19 tuổi, anh theo đuổi sự nghiệp solo, trở thành một trong những biểu tượng nổi bật nhất trong làng điện tử Brazil, với các danh hiệu và giải thưởng, như;"DJ xuất sắc nhất Brazil"được House Mag trao tặng hai lần liên tiếp (trong năm 2014 và 2015) và là người Brazil duy nhất trong top 25 DJ hàng đầu thế giới do Tạp chí DJ bình chọn năm 2016.
Anh được mời trở thành một nhân vật cùng tên trong tựa game Garena Free Fire. Sau đó, vào tháng 9 năm 2019, anh cũng đã biểu diễn bài Vale Vale tại Free Fire World Series 2019 tổ chức tại quê nhà của anh, Brazil.